# Agnesklooster (Oldenzaal)
Het St. Agnesklooster was een klooster dat tussen de 15e en 18e eeuw te vinden was in het centrum van de stad Oldenzaal in de Nederlandse provincie Overijssel. De oudste schriftelijke bronnen over het Agnesklooster komen uit het jaar 1380. Destijds was het in gebruik als begijnenhuis. Begin 15e eeuw veranderde het huis in een klooster. Collectie Overijssel in Zwolle bewaart een verdrag uit 1438 tussen de zusters van het Agnesklooster en de gemeente over het weven van linnen. In de decennia daarna groeide het klooster tot ruim zestig bewoners.
Na de Tachtigjarige Oorlog viel Oldenzaal in Staatse handen, waarna de bewoners van het klooster verdwenen. De nonnen vertrokken in 1652 naar Vreden en Haselünne. De gebouwen bleven echter nog in gebruik tot hun sloop omstreeks 1800. 
Op de plek van het voormalig klooster bevindt zich sinds 1999 winkelcentrum De Driehoek. Bij de bouw van dit winkelcentrum zijn veel restanten van het oude klooster veiliggesteld welke later zijn geëxposeerd.
1. ↑  1438, Handweverijen, Vroege textielnijverheid Canon van Nederland